# 嚴綬
嚴綬（746年—822年），蜀（今四川）人，唐朝进士、官员。

## 家世
- 高祖严君协，贞观年间唐太宗征讨高句丽，为海东运粮使，洮州都督。
- 曾祖严方约，利州司功参军、赠太常少卿
- 祖严挹之，徐州符离县尉
- 父严丹，官任殿中侍御史、东川租庸盐铁青苗等使，与严武是堂兄弟。生严绅、严绶。

## 生平
嚴綬是唐代宗大曆八年（773年）進士。由侍御史升为宣歙团练副使，後升為尚书刑部员外郎。歷任司空、尚書右僕射、太傅、荊南節度使、河東節度使等職，“在鎮九年，以寬惠為政，士馬蕃息，境內稱治”。
唐順宗永貞元年（805年），帝師王叔文推動永貞改革，嚴綬參與宦官俱文珍、劉光琦、西川節度使韋皋、荊南節度使裴筠等人的逼宮集團，逐步迫使順宗禪讓予皇長子李純，是為唐憲宗，史稱永貞內禪。
唐憲宗元和元年（806年），夏绥节度使杨惠琳在夏州叛变，西川节度使刘辟亦叛於成都。严绶出师讨伐，以功加检校尚书左仆射。
元和九年，淮西节度使吴元济叛变，朝廷以严绶为山南东道节度使，加淮西招抚使，命令他出兵。严绶的战略保守，多不与叛军交战，又厚赂宦官以为声援，唐军作战一年，無功可言，最後朝廷以汴州節度使韩弘取代他。
長慶二年（822年）死于长安家中，享年七十七。唐穆宗不听朝一日，追赠太保。

## 延伸阅读
[在维基数据编辑]
 在维基文库阅读此作者作品
 《舊唐書·卷146》，出自刘昫《舊唐書》